# Atelopus pachydermus
Atelopus pachydermus és una espècie d'amfibi que viu a l'Equador i, possiblement també, a Colòmbia.